# Парса Пірузфар
Парса Пірузфар (перс: پارسا پیروزفر ‎, 13 вересня 1972, Тегеран, Іран) — іранський актор, режисер театру, драматург, перекладач і художник.

## Біографія
Парса Пірузфар народився 13 вересня 1972 року в місті Тегеран, Іран. Він іранський актор, режисер театру та художник. Протягом 1984 –1990 років, коли він ще навчався в школі, розробляв стрипи. За інформацією, що міститься на його офіційному сайті, ці комічні історії ніколи не були опубліковані. У 1990 році Парса Пірузфар закінчив середню школу, вивчивши спеціальність "Математика та фізика". Свою академічну освіту він розпочав у живописі в 1991 році у факультеті образотворчого мистецтва Тегеранського університету; де одночасно він також почав виступати на сцені, в різних театральних виставах університету. З 1993 по 1997 рр. Парса Пірузфар працював також актором озвучування. У кіно Парса Пірузфар дебютував у 1994 році, граючи коротку частину в Парі  режисером Даріуш Мехрджуї. У тому ж році він відвідував курс акторської майстерності Станіславського з Магіном Оскоуї. У 1995 році він пройшов акторські курси в Інституті Драматичного Мистецтва імені Самандаріян. У 1997 році Парса Пірузфар отримав ступінь бакалавра Тегеранського Університету з живопису. У театрі, як режисер, Парса Пірузфар дебютував з п'єсою Ясміни Реза «Арт» у 2001. Він давав уроки акторської майстерності в Інституті культури і мистецтв Карнаме, уроки позааудиторної акторської майстерності в Університеті імені Алламе Табатабаї у 2004 та 2005 роках і також уроки акторської майстерності в кіношколі Гиладж  у 2007, 2010 та 2011 роках. Після закінчення середньої школи, Парса Пірузфар також періодично займався скульптурою, графічним дизайном та виготовленням тизерів. Парса Пірузфар є членом Асоціації Театральних Акторів Ірану, член Хане Сінема, член Асоціації Іранських Кіноакторів (I.F.A.A.) та Театрального Форуму.

## Матрьошка (Вистава)
У 2015 році Парса Пірузфар керував п'єсу 'Матрьошка'.
Матрьошка це сатира перської мови на основі обраних оповідань Антона Чехова, перекладена та написана режисером театру Парса Пірузфар 2015 року. У п'єсі понад 30 персонажів, які виконував перекладач, драматург і театральний режисер Парса Пірузфар під час театральної постановки. Матрьошка вперше поставив 13 вересня 2015 року в Theatre West, як моновистава, в Лос-Анджелесі. Вистава згодом проходила протягом двох років у містах Лос-Анджелесі, Сан-Дієго та Берклі, а також у Торонто, Ванкувері та Монреалі в Канаді у 2015 та 2016 роках; і, нарешті, після кількох виступів через його величезну популярність, завершив свою виставу в Тегерані в Ірані в 2017 році. [1][2][3][4][5] Матрьошка особливо важлива для кар'єри Парса Пірузфар. Його унікальний виступ, який сам по собі зіграв понад 30 персонажів, був приголомшливо знаковим. Парса Пірузфар отримав Нагороду «Золота статуя» Нагороду за найкращого актора Матрьошки у 35-му святкуванні щорічного Міжнародного Театрального Фестивалю «Фаджр»  в Тегерані, Іран у 2017 році.[6]

## Творчість

### Фільмографія
| Рік       | Наазва                        | Перська Назва          | Роль           | Режисер                           | Примітки |
| --------- | ----------------------------- | ---------------------- | -------------- | --------------------------------- | --- |
| 2019      | Ми повинні                    | Маджбурім              |                | Реза Дормишіян                    | |
| 2019      | Оніміння                      | БІ ГЕСІ МУЗЕЇ          | Шāгрох         | Госейн Магкам                     | |
| 2015      | Розрив                        | ШЕКАФ                  | Фаргāд         | Кіяраш Асадизадег                 | |
| 2015      | Ближче                        | НАЗДІКТАР              | Егсāн          | Мостафа Агмаді                    | |
| 2014      | Життя - в іншому місці        | ЗЕНДЕҐІ ДЖАЇЕ ДІҐАРІСТ | Алі            | Манючегр Гаді                     | |
| 2010-2011 | Тут без мене                  | ІНДЖА БЕДУНЕ МАН       | Резā           | Баграм Таваколі                   | |
| 2010      | Коні - благородні             | АСБ ГЕЇВАНЕ НАДЖІБІСТ  | Борзу          | Абдольреза Кагані                 | |
| 2008      | День іде, і настає ніч        | ШАБАНЕРУЗ              | Фарох          | Омид Бонакдар, Кейван Алімогамаді | |
| 2004      | Маска                         | НЕҐАБ                  | Німā           | Казем Растґофтар                  | |
| 2004      | Небажана жінка                | ЗАНЕ ЗІЯДІ             | Рагім          | Тагміне Милані                    | |
| 2003      | Мамині гості                  | МЕГМАНЕ МАМАН          | Юсоф           | Даріуш Мехрджуї                   | - Нагорода «Золота статуя» за Найкращий Астор Другого Плану, Святкування Хане Сінема, 2004 - Номінований на премію за Найкращий Астор Другого Плану, Кінофестиваль Фаджр, 2004 |
| 2003      | Сльоза холоду                 | АШКЕ САРМА             | Кāвé Кіяні     | Азізолаг Гаміднежад               | - Нагорода, Найкращий Актор іноземної сюжету з боку глядачів, 15-й Китайський фестиваль «Золотий півень і Сто квітів [Архівовано 17 січня 2019 у Wayback Machine.]», 2006 - Нагорода, Найкращий Актор, 7-й Фестиваль азійського кіно – Osian's-Cinefan, Делі 2005 - Номінований на премію «Золота статуя» за Найкращий Актор, Святкування Хане Сінема |
| 2002      | Час збору врожаю горіхів      | ВАҐТЕ ЧІДАНЕ ҐЕРДУГА   | Латіф Кāшāні   | Ірадж Емамі                       | Не було випущено. У 2018 році, після 16 років був випущений нарешті як домашнє відео. |
| 2002      | Щаслива наречена              | АРУСЕ ХОШ ҐАДАМ        | Інджāнéб       | Казем Растґофтар                  | |
| 2000      | Дівчина - яку називали Тондар | ДОХТАРІ БЕ НАМЕ ТОНДАР | Р'ад           | Гамідреза Аштяньпур               | |
| 1999      | Маніфестація                  | ЕТЕРАЗ                 | Кāзéм          | Масуд Кіміяї                      | Номінований на премію «Золота статуя» за Найкращий Астор Другого Плану, Святкування Хане Сінема, 2000 |
| 1999      | Дівчата очікування            | ДОХТАРАНЕ ЕТЕРАЗ       | Саїд Масрур    | Рагман Резаї                      | |
| 1998      | Шейда                         |                        | Фаргāд Гаранді | Камал Табрізі                     | Номінований на премію «Золота статуя» за Найкращий Актор, Святкування Хане Сінема, 1999 |
| 1997      | Мерседес                      |                        | Йагйā          | Масуд Кіміяї                      | |
| 1995      | Бенкет                        | ЗІЯФАТ                 | Абéд           | Масуд Кіміяї                      | |
| 1994      | Парі                          |                        | Духовенство    | Даріуш Мехрджуї                   | |
| 1993      | Скульптура                    | МОДЖАСАМЕ              | Студент        | Даріуш Мехрджуї                   | |

### Короткометражні фільми
| Рік  | Наазва        | Перська Назва | Роль | Режисер     | Примітки         |
| ---- | ------------- | ------------- | ---- | ----------- | ---------------- |
| 2004 | Пізно ввечері | ДІРВАҐТ       |      | Асґар Наїмі | Не було випущено |

### Телесеріал
| Рік       | Наазва            | Перська Назва | Роль             | Режисер               | Примітки                                                                            |
| --------- | ----------------- | ------------- | ---------------- | --------------------- | ----------------------------------------------------------------------------------- |
| 2005-2009 | В очах вітру      | ДАР ЧАШМЕ БАД | Біжан Ірāні      | Масуд Джафарі Джозані | Нагорода, Найкращий актор аудиторії, Міжнародна телевізійна мережа Джаме Джам, 2010 |
| 2001-2002 | Зелене подорож    | САФАРЕ САБЗ   | Даніель Вестберґ | Могамад Госейн Латіфі |                                                                                     |
| 1997-1998 | У моєму серці     | ДАР ҐАЛБЕ МАН | Резā             | Гамід Лабхандег       |                                                                                     |
| 1994-1995 | У твоєму притулок | ДАР ПАНАГЕ ТО | Пāрсā            | Гамід Лабхандег       |                                                                                     |

### Театр
| Рік       | Наазва                                     | Перська Назва   | Роль            | Режисер                                                    | Перекладач                       | Примітки |
| --------- | ------------------------------------------ | --------------- | --------------- | ---------------------------------------------------------- | -------------------------------- | --- |
| 2019      | Візит                                      | Учитель         | Парса Пірузфар  | Фрідріх Дюрренматт                                         | Парса Пірузфар                   | |
| 2018-2019 | Знедолені                                  | Жан Вальжан     | Госейн Парсаі   | Віктор Гюґо                                                |                                  | Мюзикл |
| 2018      | Літній день                                | Моф             | Парса Пірузфар  | Славомир Мрожек                                            | Парса Пірузфар Сепідег Хосроджаг | |
| 2015-2017 | Матрьошка                                  | всі ролі        | Парса Пірузфар  | Парса Пірузфар (на основі обраних оповідань Антона Чехова) | Парса Пірузфар                   | - Нагорода «Золота статуя» за Найкращий Астор 35-го святкування щорічного Міжнародного театрального фестивалю Фаджр, 2017 - У п'єсі Матрьошка понад 35 персонажів, які виконував драматург і театральний режисер Парса Пірузфар під час театральної постановки. |
| 2014      | У відкритому морі                          | Товстий         | Парса Пірузфар  | Славомир Мрожек                                            | Парса Пірузфар                   | |
| 2013      | Камені в його кишенях                      | У 10 ролях      | Парса Пірузфар  | Марі Джонз                                                 | Парса Пірузфар                   | |
| 2012      | Бог резни                                  | Алан Релі       | Парса Пірузфар  | Ясміна Реза                                                |                                  | Сценічні читання п’єси "Бог резни" |
| 2011      | Ґленґаррі Ґлен Росс                        | Ріккі Рома      | Парса Пірузфар  | Девід Мемет                                                | Парса Пірузфар                   | |
| 2001      | 'Арт'                                      | Марк            | Парса Пірузфар  | Ясміна Реза                                                | Парса Пірузфар                   | |
| 1998      | Її величність Аої (Баграм Бейзаи Продакшн) | Гікаро          | Баграм Бейзаї   | Юкіо Місіма                                                | Баграм Бейзаї                    | |
| 1995-1997 | Знедолені                                  | Маріус Понмерсі | Бегруз Ґарібпур | Віктор Гюґо                                                | Бегруз Ґарібпур                  | |

## Нагороди
- 35-й Міжнародний театральний фестиваль «Фаджр», 2017

Найкращий актор Матрьошки 
- Міжнародна телевізійна мережа Jaam-e-jam, 2010

Найкращий актор аудиторії у «В очах вітру» (DAR CHASHME BAD)
- 15-й Китайський фестиваль «Золотий півень і Сто квітів», 2006

Міжнародна кіно виставка "Золотий півень", Найкращий Актор іноземної сюжету з боку глядачів у «Сльоза холоду»
- 7-й Фестиваль азійського кіно – Osian's-Cinefan[en], Делі 2005 [34][35]

Азійський конкурс, Найкращий Актор у «Сльоза холоду»
- Святкування 'Хан Синема', 2004 [31]

Найкращий Астор Другого Плану у «Мамині гості»

## Номінації
- Святкування 'Хан Синема' (Гільдія Альянс кінофільму Ірану), 2004, Найкращий Актор у Сльоза холоду
- Кінофестиваль Фаджр, 2004, Найкращий Астор Другого Плану у Мамині гості[en]
- Святкування 'Хан Синема' (Гільдія Альянс кінофільму Ірану), 2000, Найкращий Астор Другого Плану у «Маніфестація»
- Святкування 'Хан Синема', 1999, Найкращий Актор у «Шейда»

## Член журі
- Іранський театральний форум,[87] 2010 – 2011
- 14-е святкування 'Хане Сінема', 2010
- 10-е святкування 'Хане Сінема', 2001
- 9-е святкування 'Хане Сінема', 2000

## Членство в Асоціації
- Асоціація Театральних Акторів Ірану, член-засновник
- Хане Сінема
- Асоціація Іранських Кіноакторів (I.F.A.A.)
- Асоціація Театральних Акторів Ірану
- Театральний форум

## Викладання
- Незалежний акторська майстерня та курси [88][89][90][91]
- Кіношкола Гиладж, 2007, 2010 та 2011
- Акторське мистецтво, Позашкільні курси, Університет імені Алламе Табатабаї, 2004 – 2005
- Інститут культури і мистецтв Карнаме,[92] 2004 – 2005